# Radioamadorismo

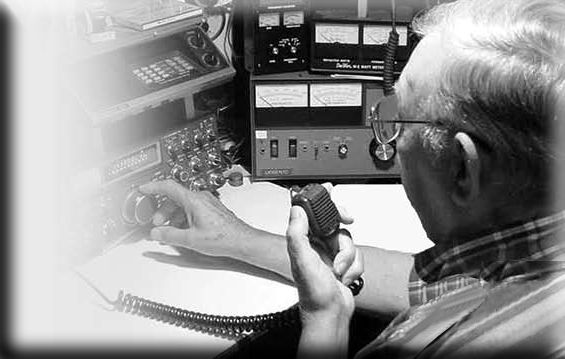
Radioamador em sua estação

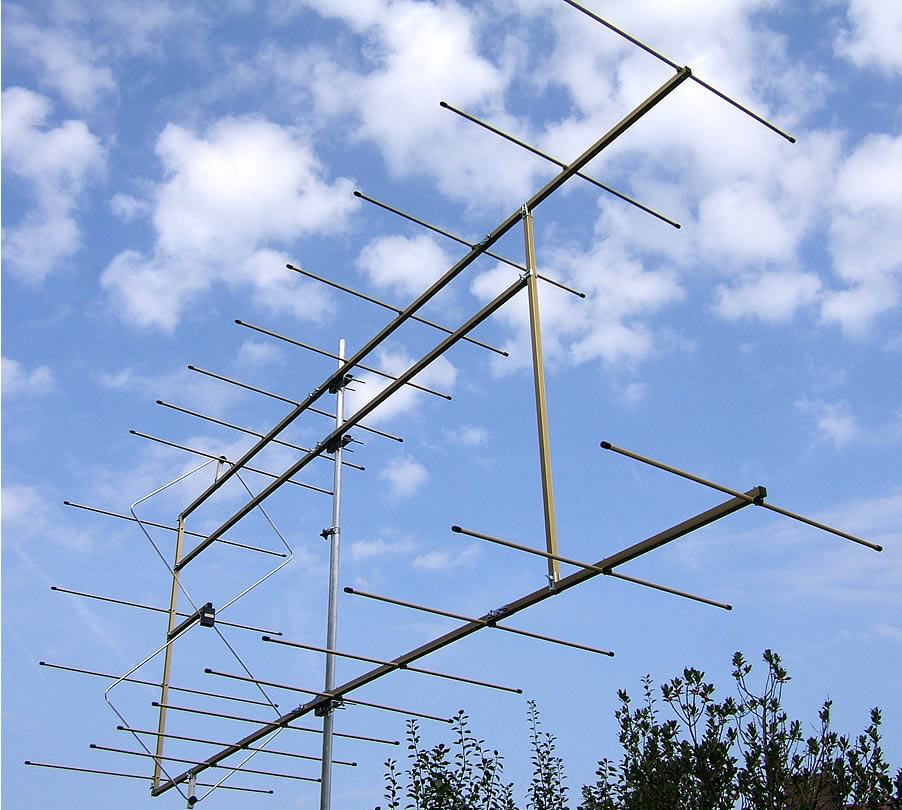
Antena quad para radioamadorismo para a banda de 2 metros

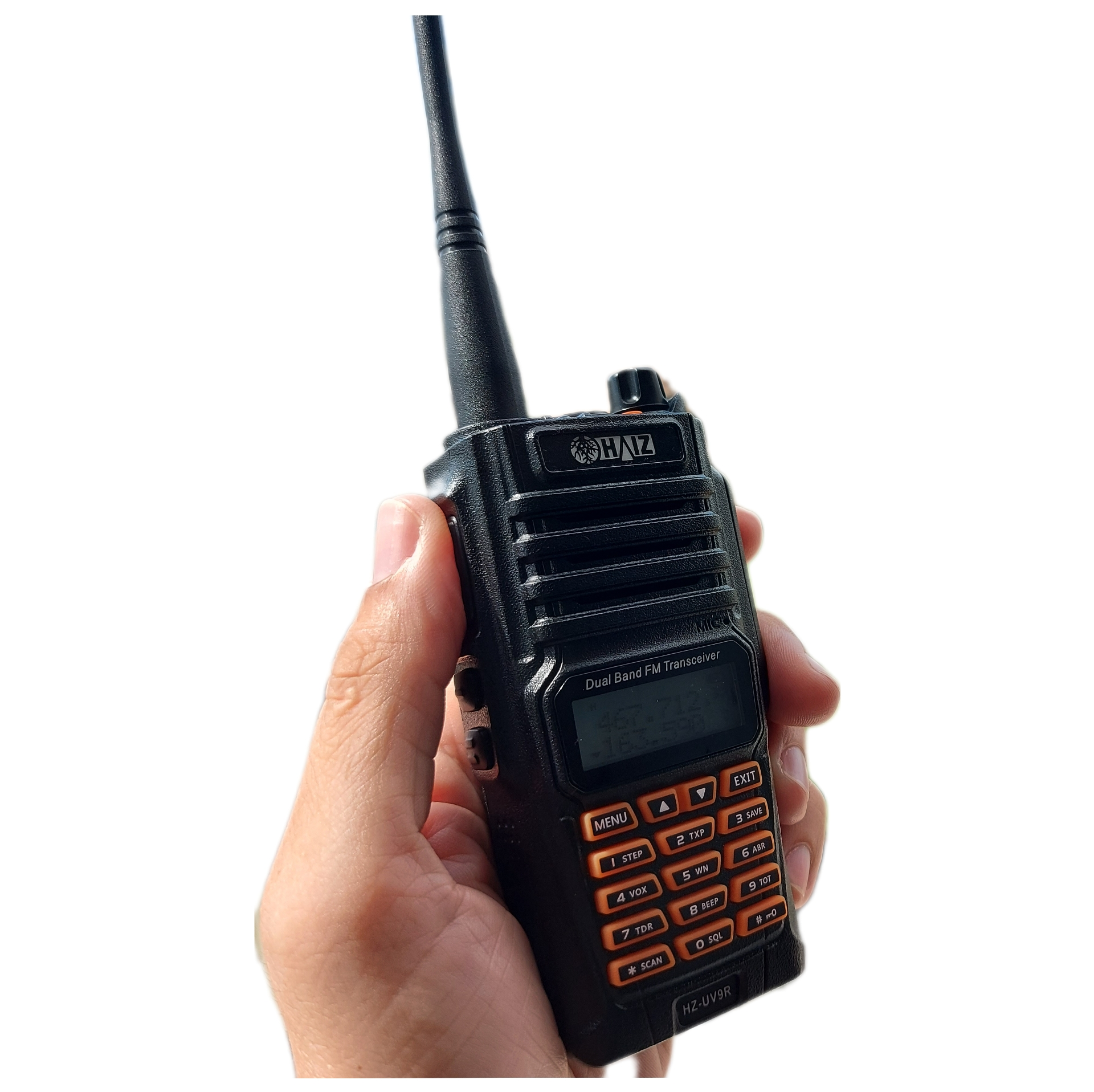
Exemplo de rádio utilizado pelos radioamadores. Trata-se de um rádio DualBand da marca Haiz, modelo HZ-UV9R.

O radioamadorismo é um hobby técnico-científico e um serviço de telecomunicação (Serviço de Amador e Amador por Satélite). É praticado em quase todos os países do mundo por pessoas habilitadas e licenciadas pelas autoridades de telecomunicações para a intercomunicação e estudos técnicos sem motivo de lucro. O radioamadorismo possui legislação nacional e internacional que regulamenta as condições de uso e as frequências de rádio destinadas à atividade que obrigatoriamente devem ser seguidas pelos praticantes, chamados de radioamadores. O radioamadorismo não deve ser confundido com o Serviço Rádio do Cidadão (conhecido como PX no Brasil) ou Serviço Limitado Privado (exercido nos comunicados via rádio por categorias profissionais como motoristas, taxistas, caminhoneiros, etc). 

## História
É possível afirmar que o radioamadorismo começou juntamente com as primeiras emissões de rádio no final do século XIX. Como ainda não existiam fábricas de rádios até então, mas a curiosidade na comunicação a distância era crescente, diversas pessoas começaram a montar seus próprios equipamentos e antenas de forma caseira a título de experimentos e deu-se então o início desse hobby que se tornou conhecido mundialmente.
Em 2 de janeiro de 1909, nasce nos Estados Unidos o Junior Wireless Club , considerado o primeiro radioclube mundial (que depois foi renomeado para Radio Club of America), a aglutinar os interessados na atividade radioamadorística.  Com o crescimento de atividades nas frequências de rádio, o senado norte-americano publica em 13 de agosto de 1912 o Radio Act, a primeira lei que regulamenta as comunicações de rádio no país. Nesta lei, além da normatização das comunicações de rádio, também são minimamente regulamentadas as estações experimentais. Concedem-se licenças provisórias para estações engajadas na condução de experimentos para o desenvolvimento da ciência da radiocomunicação. No mesmo ano, Irving Vermilya, 1ZE, torna-se o primeiro radioamador licenciado nos Estados Unidos. 
Por essa época, o radioamadorismo nascia no Brasil.Os pioneiros foram José Jonotskof de Almeida Gomes, o Jonost (BZ1AA/SB1AA/PY1AA), primeiro radioamador licenciado no país, Álvaro Freire (BZ1AB/SB1AB/PY1AB), Carlos Lacombe (BZ1AC/SB1AC/PY1AC), Roquette-Pinto (SB1AG) e Lívio Moreira (SB3IG/BZ1M), entre outros.No rastro deles, começam a surgir diversos radioamadores pelos estados de São Paulo, Rio de Janeiro, Rio Grande do Sul, Minas Gerais, Pernambuco e Pará. Inicialmente, sem qualquer regulamentação, os próprios radioamadores atribuíam a si mesmo um indicativo de chamada.
Até 1924, o radioamadorismo no Brasil não era regulamentado pelo Governo, fato que ocorreu em 5 de novembro do mesmo ano, quando foi publicado no Diário Oficial da União o decreto 16657, que approva o regulamento dos serviços de radiotelegraphia e radio telephonia  e somente revogado em 15 de fevereiro de 1991.  A data de 5 de novembro foi escolhida para a comemoração do Dia do Radioamador e reconhecida pela LABRE, em gratidão ao decreto que regulamentou o radioamadorismo no Brasil.
Em abril de 2023 havia no Brasil cerca de 42 mil radioamadores licenciados.

## Modalidades de comunicação
São diversas as modalidades de transmissões no radioamadorismo, dentre elas: telegrafia ou CW, AM, SSB-USB/LSB, FM, FSK para os modos digitais: SSTV, RTTY, packet e outros (Acesso via internet+software+radio), operação via satélite.

### QRP
O termo QRP tem sua origem no código Q internacional e significa "Posso diminuir a potência?". No meio radioamadorístico, QRP significa "operações com potência RMS de saída do estágio final de RF inferior a cinco watts (37 dBm). Praticantes da arte do QRP muitas vezes constroem e operam seus próprios equipamentos de rádio.
Devido à baixa potência, a modulação mais comum usada por radioamadores entusiastas do QRP é o CW, em que é usado o código Morse; porém, as operações QRP não estão limitadas ao CW. Qualquer tipo de modulação, analógica ou digital, que permita contatos com potências inferiores a cinco watts pode ser usado em operações QRP. A popularidade do CW tem origem histórica pelo fato de ele ser modo que pode ser praticado com uso de circuitos eletrônicos de relativa simplicidade.
No Brasil, não é diferente: existem muitos praticantes e amantes do QRP. Muitos deles são adeptos da comunicação a longa distancia e da competição. Concursos nacionais e internacionais têm a participação dos aficionados desta modalidade. Para troca de informações técnicas, existem na internet grupos de discussão sobre o assunto. 
Um dos mais completos sites que trata de competições no meio radioamadorístico é o SM3CER Contest Service. Nele você encontra o calendário atualizado das competições em todo o mundo, juntamente com suas regras, onde você poderá pesquisar se a competição tem a modalidade QRP.  Muitas dessas competições são puramente QRP, ou seja, são voltadas somente para rádios de baixa potência.
Existe ainda a possibilidade da montagem de seu próprio equipamento QRP. São muitos os sites que incentivam essa prática, como é o caso do do radioamador Miguel Angelo Bartié, PY2OHH. Nele, você poderá encontrar esquemas e dicas.
Hoje em dia, pelo desafio, muitos são os fabricantes que ainda investem nessa modalidade, como é o caso da Yaesu, Ten Tec, Elecraft e outros. Isso facilita principalmente aos operadores, já que recursos de filtragem melhoram a recepção; além disso, o equipamento QRP - já que o consumo de energia é pequeno - é o preferido dos que gostam de acampamentos de final de semana, férias, já que o desempenho melhora muito no campo aberto ou mesmo a beira-mar.
Em reconhecimento da popularidade do QRP, a ARRL (American Radio Relay League) incentiva essa modalidade disponibilizando um prêmio para os radioamadores que têm contato com pelo menos 100 entidades DXCC e utilizam 5 W de saída ou menos. Contatos feitos a qualquer momento no passado contarão e os cartões de confirmação (QSLs) não são obrigatórios.

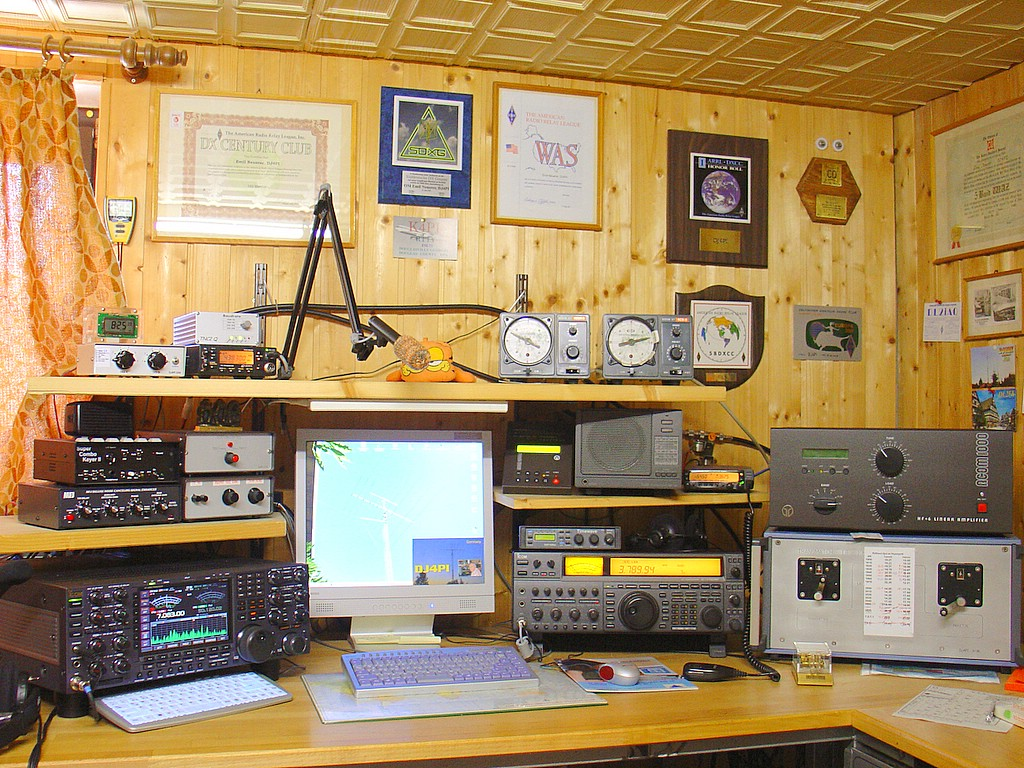
Uma estação de Radioamador

### Satélites artificiais amadores
Existem também aqueles radioamadores que se dedicam a operação de satélites artificiais amadores, construídos e operados por radioamadores dentro do serviço de comunicação espacial.
O primeiro satélite amador foi o OSCAR-1, lançado em 12 de Dezembro de 1961 nos EUA.
A AMSAT é a organização internacional que coordena o desenvolvimento, construção e preparativos para os lançamentos deste satélites. Outras organizações filiadas existem ao redor do mundo como a AMSAT-DL (Alemanha) e a JAMSAT (Japão).

## Outros
Existem no mundo muitos tipos de radioamadores, aqueles que procuram ter uma estação de radiocomunicação com intuito de adquirir conhecimento em diversos ramos da ciência, pois, para se ter uma estação de rádio é necessário dominar diversos ramos do conhecimento tecnológico e científico, alguns são: a eletricidade, comunicação, a eletrônica, a mecânica, incluindo a matemática e a física em modo geral, para os aficionados em comunicados a longa distância, chamados de DX, destacam-se o conhecimento da meteorologia, da astronomia, além de conhecimentos de geografia, dentre outros ramos do conhecimento. Muitos profissionais das mais diversas áreas nasceram a partir de estudos feitos no radioamadorismo.
A oportunidade de se comunicar com outros colegas radioamadores de todas as partes do mundo por meio de uma estação de rádio traz benefícios por permitir a integração entre pessoas de diversas culturas e países. 
O principal objetivo do radioamador é o aprimoramento de sua estação de rádio através da melhoria constante de seus equipamentos e antenas, o radioamador utiliza as ondas de rádio como meio de propagação de seus comunicados, bem como o estudo da propagação de ondas no espaço, a reflexão ionosférica, reflexão lunar, estudos do espectro de radiofrequência em geral, aspectos geográficos em radiocomunicação. 
Distribuídos por todo o mundo, até 2004 havia mais de 3 milhões, sendo 50% nos Estados Unidos da América. Os radioamadores desempenham um serviço que a legislação internacional define como sendo de autoaprendizagem, intercomunicações e pesquisas técnicas, realizadas por pessoas devidamente autorizadas, que se interessam pela radiotécnica com objetivos estritamente pessoais, sem fins lucrativos.

## Contribuições dos radioamadores
No mundo, o radioamadorismo foi responsável pelo avanço de muitas tecnologias. Os radioamadores desenvolveram a base da radiocomunicação desde seu início, se não fossem as técnicas desenvolvidas pelos radioamadores a internet, por exemplo, não existiria, ou demoraria muito mais para ser desenvolvida. Outros avanços que ocorreram graças ao radioamadorismo foram na área da radiocomunicação, como a telefonia celular, o radar, o sistema de transmissão de dados via microondas e até mesmo o sistema de fornos de micro-ondas.
Os sistemas de telefonia celular partem do mesmo princípio das estações repetidoras que são utilizadas pelos radioamadores. No serviço de Radioamadorismo, o sistema das repetidoras trabalha em duas frequências diferentes, uma para recepção e outra para a transmissão (a diferença entre as frequência é de 600 kHz para a faixa de 2 metros). As estações que utilizam repetidoras na faixa de radioamador utilizam uma função, transmissão ou recepção, por vez (sistema simplex), ou seja, quando estão falando, silencia a recepção. As repetidoras destinadas à telefonia celular utilizam as duas funções simultaneamente (sistema duplex ou full-duplex), permitindo falar e escutar ao mesmo tempo. Obviamente que hoje as famosas ERBs (Estação Radio Base) de telefonia celular utilizam um sistema muito mais evoluído que o descrito, porém a essência do funcionamento é o mesmo.

## Legislação
O Radioamador é a pessoa habilitada pelos órgãos competentes a operar uma estação de rádio, nas freqüências delimitadas pelos órgãos governamentais competentes para tal, no Brasil está a cargo da Anatel - Agência Nacional de Telecomunicações, seguindo padrões mundiais da UIT (União Internacional de Telecomunicações). Em tais frequências não é permitida a operação para fins comerciais ou desviada para qualquer outra finalidade.

## Repetidoras
Uma repetidora consiste de um sistema eletrônico que recebe sinais fracos e ou de baixa altitude e retransmite de um local, geralmente mais alto, e com mais potência. Desta forma o sinal pode cobrir distâncias maiores sem perder a qualidade.
O termo repetidora se origina da telegrafia e se refere a um sistema eletromecânico usado para regenerar sinais telegráficos. O uso deste termo também é válido na comunicação telefônica e de dados.

## Radioamadores famosos
- Amyr Klink - navegador - PY2KAQ
- Blaine Hammond - astronauta norte americano e  piloto do ônibus espacial Discovery - KC5HBS
- Carlos Menem - ex-presidente da Argentina - LU1SM
- Dennis Tito - primeiro turista no espaço - KG6FZX
- Dirk Frimout - astronauta - ON1AFD
- Émile Lahoud - ex-presidente do Líbano - OD5LE
- George Pataki - ex-governador do Estado de Nova Iorque - K2ZCZ
- Helen Sharman - astronauta inglesa - GB1MIR
- Jerry Linenger - astronauta norte americano - KC5HBR
- Joe Walsh - guitarrista da banda americana The Eagles - WB6ACU
- Joseph Hooton Taylor Jr. - prêmio Nobel de Física 1993 - K1JT
- Juan Carlos de Borbon - Rei de Espanha - EA0JC
- Mamoru Mohri - astronauta japonês - 7L2NJY
- Marcos Cesar Pontes - astronauta brasileiro - PY0AEB
- Noor Hussein - rainha da Jordania - JY1NH
- Patty Loveless - cantora country - KD4WUJ
- Priscilla Presley - atriz - N6YOS
- Roger Mahony - cardeal da Diocese de Los Angeles - W6QYI
- Steve Wozniak - fundador da Apple Inc. - WA6BND
- Tim Allen - ator americano - KA0XTT
- Ulf Merbold - astronauta alemão - DP3MIR

### Silent key
Silent Key é um termo do radioamadorismo herdado da linguagem telegráfica "SK" (Silent key) que significa: final de transmissão / falecido, usualmente utilizado para informar que o operador já é falecido.
- Akio Morita - fundador da Sony - JP1DPJ
- Anastasio Somoza - ex-presidente da Nicarágua - YN1AS
- Barry Goldwater - senador norte americano - W7UGA
- Bhumibol Adulyadej - rei da Tailândia - HS1A
- Chet Atkins - guitarrista - WA4CZD
- Curtis LeMay - general SAC USAF – W6EZV
- Edgar Roquette-Pinto - pai da radiodifusão brasileira - SB1AG
- Francesco Cossiga - ex-presidente de Itália - I0FCG
- Gilberto Affonso Penna - advogado, jornalista e neto do ex-presidente brasileiro  Afonso Pena - PY1AFA
- Hassan II de Marrocos - Rei de Marrocos - CN8MH
- Howard Hughes - piloto, engenheiro aeronáutico, bilionário excêntrico - W5CY
- Hussein Talal - rei Hussein da Jordânia - JY1
- John Huston - ator e diretor de cinema - 6UK
- Juscelino Kubitschek - ex-Presidente do Brasil - PY1JKO
- Keizō Obuchi - ex-primeiro Ministro do Japão - JI1KIT
- Marlon Brando - actor - FO0GJ
- Maximiliano Kolbe - santo da Igreja Católica - SP8RN
- Owen Garriott - astronauta norte americano - W5LFL
- Paul Tibbets - piloto do Enola Gay - K4ZVZ
- Qaboos bin Said Al Said - sultão de Oman - A41AA
- Rachel de Queiroz - escritora e romancista brasileira - PT7ARQ
- Rajiv Gandhi - ex-primeiro Ministro da Índia - VU2RG
- Walter Cronkite - jornalista - KB2GSD
- Yuri Gagarin - cosmonauta russo - primeiro homem a viajar pelo espaço - UA1LO